# Kamil Krofta
Kamil Krofta, född 17 juli 1876, död 16 augusti 1945, var en tjeckoslovakisk politiker.
Kamil Krofta var ursprungligen historiker, från 1911 arkivtjänsteman, från 1905 universitetslärare i Prag, 1918 blev han professor i historia vid Prags universitet. Som tjeckoslovakisk diplomat var Krofta 1920–1921 sändebud vid Vatikanen, 1921–1925 i Wien och 1925–1927 i Berlin. Han var därefter ställföreträdande utrikesminister 1927–1936 och 1936–1938 utrikesminister under Milan Hodža och Jan Syrový. Under Kroftas utrikesministertid inträffade Tjeckoslovakiens svåraste kris, då Tyskland 1928 krävde en lösning av den sudettyska frågan och västmakterna övade påtryckningar på Tjeckoslovakien för att göra medgivanden. Krofta själv trädde dock som ledare av landets utrikespolitik i skuggan av president Edvard Beneš. Efter Münchenkonferensen lämnade Krofta sin post, tog aktiv del i motståndsrörelsen under andra världskriget, insattes i ett tyskt koncentrationsläger och avled kort efter befrielsen. Av Kroftas historiska produktion föreligger många arbeten på tyska och engelska, hans Tjeckoslovakiens historia från 1935 har även utgetts på svenska.